# 2332 Kalm
2332 Kalm è un asteroide della fascia principale del diametro medio di circa 29,58 km. Scoperto nel 1940, presenta un'orbita caratterizzata da un semiasse maggiore pari a 3,0727675 UA e da un'eccentricità di 0,0594602, inclinata di 14,59088° rispetto all'eclittica. L'asteroide è dedicato al botanico ed esploratore svedese Pehr Kalm.